# Argelès-Gazost
Argelès-Gazost (uttal (fil)) är en kommun i departementet Hautes-Pyrénées i regionen Occitanien i sydvästra Frankrike. Kommunen ligger i kantonen Argelès-Gazost som tillhör arrondissementet Argelès-Gazost. År 2022 hade Argelès-Gazost 2 805 invånare.

## Befolkningsutveckling
Antalet invånare i kommunen Argelès-Gazost
| Referens: INSEE |